# Władysławowo (gromada w powiecie szubińskim)
Władysławowo – dawna gromada, czyli najmniejsza jednostka podziału terytorialnego Polskiej Rzeczypospolitej Ludowej w latach 1954–1972.
Gromady, z gromadzkimi radami narodowymi (GRN) jako organami władzy najniższego stopnia na wsi, funkcjonowały od reformy reorganizującej administrację wiejską przeprowadzonej jesienią 1954 do momentu ich zniesienia z dniem 1 stycznia 1973, tym samym wypierając organizację gminną w latach 1954–1972.
Gromadę Władysławowo z siedzibą GRN we Władysławowie utworzono – jako jedną z 8759 gromad na obszarze Polski – w powiecie szubińskim w woj. bydgoskim, na mocy uchwały nr 24/13 WRN w Bydgoszczy z dnia 5 października 1954. W skład jednostki weszły obszary dotychczasowych gromad Drogosław, Kornelin, Sosnowiec i Władysławowo ze zniesionej gminy Łabiszyn w tymże powiecie. Dla gromady ustalono 17 członków gromadzkiej rady narodowej.
Gromadę zniesiono 31 grudnia 1959, a jej obszar włączono do gromad Rynarzewo (wsie Władysławowo i Annowo oraz miejscowości Dębinek, Sumówka, Borek, Sarnia Góra, Żabie Błota i Nadjezierze), Szubin (wsie Kornelin i Drogosław oraz miejscowości Jaktórka i Aleksandrowo) i Łabiszyn (wsie Pszczółczyn i Sosnowiec oraz miejscowości Sosnowiec Mały, Izabelin i Wesółki) w tymże powiecie.